# Agrilus sylviae
Agrilus sylviae es una especie de insecto del género Agrilus, familia Buprestidae, orden Coleoptera.
Fue descrita científicamente por Niehuis, 1992.